# Roberto Regoli
Roberto Regoli (* 17. Mai 1975 in Rom) ist ein italienischer römisch-katholischer Theologe und Historiker.

## Leben
Er erwarb 1996 den Baccalaureus in Philosophie an der Pontificia Università Gregoriana, 1999 den Baccalaureus in Theologie an der Pontificia Università Gregoriana, 2000 das Diplom in Archivistik an der Scuola Vaticana di Paleografia, Diplomatica e Archivistica, 2001 das Lizenziat in Kirchengeschichte an der Pontificia Università Gregoriana und 2005 die Promotion in Kirchengeschichte an der Pontificia Università Gregoriana. Seit 2019 ist er ordentlicher Professor an der Fakultät für Geschichte und Kulturerbe der Kirche der Päpstlichen Universität Gregoriana.

## Schriften (Auswahl)
- Ercole Consalvi. Le scelte per la Chiesa. Roma 2006, ISBN 88-7839-068-2.
- Oltre la crisi della Chiesa. Il pontificato di Benedetto XVI. Torino 2016, ISBN 88-6708-499-2.
  - Benedykt XVI. Wielki papież czasu kryzysu. Kraków 2017, ISBN 83-65706-37-7.
  - El pontificado de Benedicto XVI. Más allá de la crisis de la Iglesia. Madrid 2018, ISBN 84-9055-927-9.
- mit Paolo Valvo: Tra Pio X e Benedetto XV. La diplomazia pontificia in Europa e America Latina nel 1914. Roma 2018, ISBN 978-88-382-4587-9.